# 熊無村
熊無村（くまなしむら）は、かつて富山県氷見郡にあった村。現在の氷見市西端の熊無地区にあたる。

## 沿革
- 1889年（明治22年）4月1日 - 町村制の施行により、射水郡熊無村、論田村、谷屋村、新保村及び中村の区域をもって、射水郡熊無村が発足する。村役場は5ヶ村の中央にあたる谷屋に置かれた[4]。
- 1896年（明治29年）3月29日 - 郡制の施行のため、射水郡の区域から分立して、氷見郡が発足により、氷見郡に所属となる。
- 1903年（明治36年） - 村役場が新築される[5]。
- 1950年（昭和25年）9月 - 村役場の新築工事が竣工[6]。
- 1953年（昭和28年）12月1日 - 氷見市に編入する。

旧村役場は氷見市役所熊無支所が置かれ、1955年（昭和30年）4月に出張所への縮小を経て、1965年（昭和40年）3月末日廃止。その他、上庄川沿岸土地改良組合（桑院溜池）と、上庄谷農業共済組合の事務所にも10年ほど利用されたものの、これらの事務所が他所に移転した後の1964年（昭和39年）に民家に払い下げられた。

## 歴代村長
出典→
1. 新堂新六（1889年4月22日 - 1893年6月26日、1893年6月26日 - 1895年1月5日）
2. 西田茂平（1895年1月14日 - 1895年3月3日）
3. 北野宇三郎（1895年4月16日 - 1899年4月15日）
4. 新堂信六（1899年4月20日 - 1903年10月16日、1903年10月16日 - 1905年11月4日）
5. 鋤田亮一（1905年12月29日 - 1909年12月28日）
6. 西田茂平（1910年3月6日 - 1911年12月20日、1912年6月19日 - 1912年6月21日）
7. 松浪松次郎（職務管掌、1912年7月2日 - 1912年9月11日）
8. 中江清（臨時代理、1912年9月11日 - 1912年10月1日）
9. 新堂信六（1912年10月11日 - 1913年11月13日）
10. 西田茂平（1913年11月16日 - 1917年11月13日）
11. 中原政二（1917年11月13日 - 1921年11月15日、1921年12月30日 - 1923年9月20日）
12. 中谷忠義（1923年11月7日 - 1926年12月4日）
13. 片折重曽（1926年12月9日 - 1929年7月19日）
14. 小谷口省三（1930年1月27日 - 1933年8月18日）
15. 片折十次郎（1933年8月23日 - 1935年9月10日、1935年9月30日 - 1939年9月12日、1939年9月29日 - 1943年10月3日、1943年10月3日 - 1946年11月27日）
16. 中谷忠三郎（1947年4月7日 - 1951年4月25日、1951年4月25日 - 1953年11月30日）